# Mitrídates I de Partia
Mitrídates I (en persa: مهرداد‎) o Arsaces VI fue rey de Partia en el periodo 165 a. C.-132 a. C. (fechas alternativas: 171 a. C.-138 a. C.). Era hijo de Priapatios y sucesor de su hermano Fraates I.

## Ascenso al trono
La expansión parta por Hircania que emprendió Fraates I atrajo la atención del rey Antíoco IV, pues la región la protegían tribus aliadas de los seleúcidas. En consecuencia, Antíoco acometió una expedición hacia el este. La situación obligó a Fraates I a nombrar a su hermano Mitrídates general de las fuerzas partas (Justino 41.5.10). La muerte de Antíoco IV (164 a. C.) frenó la expedición; un año antes fallecía su hermano luchando contra la tribu de los mardi; Mitrídates fue elegido rey de Partia.

## Expansión de Partia
El nuevo soberano convirtió a Partia en una potencia, expandiendo su imperio. Los primeros ataques partos se dirigieron contra el reino de Bactria, muy debilitado por las guerras de Eucrátides I:  

Los bactrianos, envueltos en varias guerras, perdieron no sólo su dominio, sino también su libertad. Agotados por sus guerras contra los sogdianos, aracosios, drangianos, arios e indios, fueron finalmente aplastados, como si les extrajeran toda la sangre, por los partos, un enemigo más débil que ellos.
Juniano Justino, XLI,6

Posterior a su victoria con la ocupación de Herat (165/163 a. C), Mitrídates I obtuvo los territorios bactrianos al oeste de Río Hari Rud, las regiones de Tapuria y Traxiana:

La satrapía de Turiva y la de Aspionus fueron tomados de Eucrátides por los partos
Estrabón XI.11.2

Las conquistas de Mitrídates

Justino en su obra (41.6.6) menciona que a partir de este momento el reino grecobactriano entra en crisis, sin embargo Mitrídates pone sus miras en las regiones de Media Magna y Atropatene, aprovechando la guerra civil entre el rey seleúcida Demetrio I y el usurpador Alejandro Balas. No obstante la ocupación no se hizo efectiva hasta después del año 148 a. C, como demuestran la existencia de una inscripción hecha a la salud de Cleomenes, gobernador seleúcida de las satrapías superiores (Media)
Posteriormente colocó a su hermano Bagasis como gobernador de Media. La siguiente campaña irá dirigida a ocupar el territorio de Elymaida. Finalmente casi toda la meseta irania estaba en manos de Mitrídates I, suponiendo una amenaza directa contra el dominio seleúcida de Mesopotamia. Estas victorias dieron a Partia el control de las rutas de comercio terrestre entre el Este y el Oeste (Ruta de la Seda y Camino Real Persa). Esto se tradujo en el aumento de riqueza y poder, y fueron conservados celosamente por los Arsácidas, que consiguieron mantener el dominio directo de las tierras a través de las que pasaban la mayor parte de las rutas.
Las victorias partas habían roto los débiles lazos geográficos que mantenían los griegos del Oeste y el Reino grecobactriano, pero Mitrídates promovió activamente el helenismo en las áreas que controlaba, y se autotituló Filoheleno en sus monedas. Las monedas acuñadas durante su reinado muestran por primera vez el retrato de estilo griego en Partia, mostrando la diadema real, símbolo típico griego de la realeza.

## La guerra contra Demetrio II
La campaña parta contra Mesopotamia fue un éxito y, según los diario astronómicos de Babilonia Mitrídates conquistó primero la ciudad de Seleucia del Tigris y después Babilonia en el verano del 141 a. C. Al año siguiente el rey seleúcida Demetrio II, hijo de Demetrio I y vencedor de Alejandro Balas, reunió un ejército y se dispuso a la guerra contra Mitrídates. Según Justino, la principal fuente, el rey seleucida contaba con apoyos importantes:

El pueblo de Oriente acogió con beneplácito su llegada (de Demetrio II), en parte debido a la crueldad del rey arsácida de los partos, en parte porque, acostumbrados a las normas de los macedonios, les disgustaba la arrogancia de este nuevo pueblo. Por esto, Demetrio, apoyado por los persas, elymes, bactrianos, enfrentaron a los partos en numerosas batallas. Finalmente, triunfó una falsa paz, en donde fue tomado prisionero.
Juniano Justino XXXVI, 1,1

Pese a esta buena acogida, Demetrio II fue derrotado en varias ocasiones y en el 138 a. C fue capturado por Mitrídates en la región de Media. El rey parto decidió mantener al rey enemigo con vida como moneda de cambio. Demetrio, pasó 10 años de cautiverio en buenas condiciones, se casó más tarde con Rodoguna, una hija de Mitrídates, con la que tuvo varios hijos.
Mitrídates aprovechó los problemas de Antíoco VII contra el usurpador Diodoto Trifón y contra la revuelta de los macabeos para consolidar sus conquistas. El rey parto empeoró de salud tras 138 a. C., sin embargo no murió hasta 132 a. C. 
Le sucedió su hijo, Fraates, bajo la regencia de su madre Rinnu.